# سان دانييل ديل فريولي
سان دانييل ديل فريولي، هي كومونا (بلدية) في مقاطعة أوديني في منطقة فريولي فينيتسيا جوليا الإيطالية، وتقع على بعد حوالي 80 كيلومتر (50 ميل) شمال غرب ترييستي وحوالي 20 كيلومتر (12 ميل) شمال غرب أوديني.
وتقع سان دانييل ديل فريولي على حدود هذه البلديات: ديجنانو و فورقاريا نيل فريولي وماجانو وأوسوبو وبينزانو التاجليتو وراجوجنا ورايف دي أركينو وسيليمبيرجو.
وتعرف سان دانييلي بأنها مركز إنتاج طبق الـ بروشوتو  و يُحتَفل بالبروشوتو كل صيف في نهاية شهر يونيو خلال مهرجان عطلة الهواء . 

## المعالم السياحية الرئيسية
- Biblioteca Guarneriana (مكتبة غورنيريانا)، وهي مكتبة عامة قديمة، تأسست عام 1466 من قبل Guarnerio d'Artegna، والتي تتضمن إصدارًا نادرًا من كتاب جحيم دانتي من القرن الرابع عشر
- كاتدرائية سان ميشيل أركانجيلو
- كنيسة سانت أنطونيو أباتي، التي تضم كنيسة جدارية ثمينة تُعرف باسم " كنيسة سيستين في فريولي"
- بورتا جيمونا، صمم عام 1579 من قبل أندريا بالاديو في برج وهو من بقايا قلعة العصور الوسطى القديمة

## ثقافة

### رياضات
سان دانييلي هي موطن فريق كرة قدم شبه محترف ، ASD San Daniele Calcio  والذي يلعب حاليًا في مستوى Prima Categoria( الفئة الاولى) لكرة القدم الإيطالية. و يلعب الفريق مبارياته على أرضه على ملعب لينو زانوسي .

## المدن الشقيقة
- Altkirch، France (1985)
- Millstatt، Austria (1994)
- Hersbruck، Germany (2008)